# KRTAP20-3
KRTAP20-3 (англ. Keratin associated protein 20-3) – білок, який кодується однойменним геном, розташованим у людей на довгому плечі 21-ї хромосоми. Довжина поліпептидного ланцюга білка становить 44 амінокислот, а молекулярна маса — 4 909.
| 10         |  | 20         |  | 30         |  | 40         |  | 50   |
| ---------- |  | ---------- |  | ---------- |  | ---------- |  | ---- |
| MSYYGNYYGG |  | LGYGYDCKYS |  | YTSGFGAFRI |  | LDCGYRCGCG |  | GVWI |

A: Аланін

C: Цистеїн

D: Аспарагінова кислота

F: Фенілаланін

G: Гліцин

I: Ізолейцин

K: Лізин

L: Лейцин

M: Метіонін

N: Аспарагін

R: Аргінін

S: Серин

T: Треонін

V: Валін

W: Триптофан